# フレスポみのぶ
フレスポみのぶは、山梨県南巨摩郡身延町飯富にあるショッピングセンター。

## 概要
大和リースが開発・管理・運営を行っている「フレスポ」の一拠点として国道52号沿いに2005年8月29日にオープンした。
身延町内にはJR身延線身延駅から北へ徒歩10分のところに身延ショッピングセンターCOMA（2008年7月閉店）が存在していたが、2004年に旧身延町・中富町・西八代郡下部町が合併し現身延町が誕生した際に旧中富町および旧下部町からは距離があるという難点があった。フレスポみのぶがある飯富地区は国道52号が通るだけでなく現身延町の丁度中央部分にあり、旧中富町および旧下部町、さらにスーパーマーケットやコンビニエンスストアがない早川町からも買い物がしやすいよう配慮されている。
店舗ごとに建物が独立するオープンモール形式のネイバーフッド型ショッピングセンターとなっており、スーパーマーケットやドラッグストア、携帯電話キャリアショップなど商圏での日用品を扱う店舗が揃っている。

## 店舗一覧
- 有人店舗
  - セルバみのぶ店（スーパーマーケット）(身延町飯富2309-200)
  - クスリのサンロードフレスポみのぶ店（ドラッグストア）(身延町飯富2309-159)
  - ドコモショップ身延店（携帯電話キャリアショップ）(身延町飯富2229-1)
  - どんどん身延店（持ち帰り弁当店）(身延町飯富2228-1)
  - クリーニングもちづきフレスポみのぶ店（クリーニング店）(身延町飯富2309-218)
  - シャトレーゼ身延店（菓子店）(身延町飯富2309-214)
- 無人店舗
  - コインランドリーふわふわ
  - 山梨中央銀行ATM
- かつて存在した店舗
  - 河内屋酒販（河内屋身延店）（酒店）-現在のシャトレーゼ身延店の場所に存在した。

## 周辺
フレスポみのぶ周辺には病院（飯富病院）、コメリハード＆グリーン中富店、ローソン中富飯富店がある。コメリはフレスポみのぶと道路を挟んで隣接しているが、フレスポみのぶの看板には記されていないため含まれない。
最寄駅はJR身延線波高島駅であるが、町営バスを利用せず徒歩で向かう場合は富士川および早川を渡り40分程度（1km15分換算）を要する。

## 交通アクセス
国道52号沿いにあり、自動車の場合、中部横断自動車道下部温泉早川インターチェンジから5分、身延町役場（切石地区）から10分、身延駅から15分、早川町役場から20分程である。
自動車を保有していない高齢者などのために、各路線バスがフレスポみのぶ付近のバス停を経由する。
- 身延町営バス
  - 身延鰍沢線：身延駅および鰍沢口駅から運行され、フレスポみのぶ近くの飯富ふれあいセンターバス停を経由する。日曜および年末年始は運休。
  - 古関循環線：甲斐岩間駅、波高島駅、下部温泉駅、甲斐常葉駅を経由する循環路線。飯富ふれあいセンターバス停を経由する。日曜および年末年始は運休。
  - 飯富本栖湖線：波高島駅、下部温泉駅、甲斐常葉駅を通り、本栖湖のキャンプ場へ向かう。年末年始を除く土休日運行。飯富ふれあいセンターバス停からさらにフレスポみのぶ寄りに設置されたフレスポみのぶバス停から発着する。
- はやかわ乗合バス：早川町および身延駅、波高島駅、下部温泉駅を結ぶ。毎日運行。

上記以外にもバスタ新宿からの中央高速バス身延線が飯富バス停（飯富ふれあいセンターバス停併設）を経由する。

## ゆるキャン△
あfろによる漫画『ゆるキャン△』、およびそれを原作としたテレビアニメに、フレスポみのぶをモチーフとした商業施設が登場しており、主要登場人物が買い物をしたり、アルバイトをしたりする場面が幾度か描かれている。その後制作されたテレビドラマでは、実際にフレスポみのぶ内で撮影が行われた。
登場人物の一人がアルバイトをする店のモデルになった酒店は、テレビアニメ開始時点で既に閉店となっていたが、建物はそのまま残っていたことから、2020年4月に身延町と大和リースによって同店の外壁に作品に登場する酒店「酒の川本　身延店」の文字が再現された（営業は行っていないため、中に入ることはできなかった）。2021年9月に、同建物をシャトレーゼ身延店へと改装する工事が開始したことに伴い、外壁の文字は消去された。
また、セルバ身延店ではゆるキャン△のグッズが販売されているほか、店頭にはハッピードリンクショップを運営する株式会社フローレンにより、ゆるキャン△ラッピングの飲料自動販売機が設置されている。